# Henri Chantavoine
Henri Chantavoine, né à Montpellier le 6 août 1850, et mort à Caluire-et-Cuire le 25 août 1918, fils de François Chantavoine, capitaine de gendarmerie et de Anne Anaïs Laligant, est un homme de lettres et poète français.

## Biographie
Il fait ses études à l'École normale supérieure. Après avoir enseigné en province, il est nommé en 1876 au lycée Charlemagne à Paris et plus tard professeur de rhétorique au lycée Henri-IV et maître de conférences à l'École normale de Sèvres. Il est associé à la Nouvelle Revue dès sa création en 1879 et il participe au Journal des débats à partir de 1884. Père de l'auteure Henriette Chantavoine Waltz et de Jean François Henri Chantavoine, secrétaire général du conservatoire national de musique et critique musical. Il repose dans le caveau de sa famille à Mussy sur Seine (Aube) village qu'il habitait une partie de l'année et dont l'école porte son nom.[réf. nécessaire]

## Principales publications
- Poèmes sincères. Foyer, Patrie, Évangile, 1877
- Satires contemporaines, poésies, 1881
- Ad memoriam, poésies, 1884
- Au Fil des jours, poésies, 1889
- Les Principes de 1789 : la Déclaration des droits, la Déclaration des devoirs, 1906
- Histoire de Pinchu. Le Ménage Poterlot, 1906
- L'Éducation joyeuse. En vacances, en famille, 1910
- En province, lettres au directeur du Journal des débats, 1910
- Aux Champs, 1911
- La Vie : Pierre et Jeanne, 1912

Théâtre
- Jeunes Amours, comédie en 1 acte, en vers, Paris, Théâtre de l'Odéon, 4 novembre 1889

## Pour approfondir